# Mikoian MiG-110
Mikoian-Gurevici MiG-110 este prototipul unui avion rusesc de călători sau cargo a cărui dezvoltare a fost începută în anul 1995, dar care nu a fost concretizat.